# Assuero
Assuero, Aasvero  ou Ahasuerus (em hebraico: אֲחַשְׁוֵרוֹשׁ, transl. Ahashverôsh; no hebraico padrão, Aḥašveroš; no hebraico tiberiano ʾĂḫašwērôš) é um nome usado diversas vezes no Antigo Testamento e está relacionado com algumas passagens bíblicas e relatos apócrifos. O nome é, geralmente, considerado equivalente a Xerxes I, sendo derivado também do nome original persa, Khshayarsha.
É identificado tradicionalmente como Xerxes I ou Artaxerxes I, como no Midraxe de Ester Rabá, I, 3.
Tal nome é usado, então, nas seguintes circunstâncias:
- Nome de rei persa no Livro de Ester. É geralmente identificado com rei aquemênida Xerxes I, ainda que outras hipóteses alternativas tenham sido propostas pelos investigadores. A versão grega do Livro de Ester refere-se-lhe como Artaxerxes. Josefo relata que era este o nome por que era conhecido pelos gregos.
- O nome de um rei da Pérsia no Livro de Esdras. A tradição judaica identifica-o com o mesmo Assuero do Livro de Ester. No século XIX começou-se a propor a possibilidade de ser Cambises II, já que os acontecimentos descritos têm lugar antes do reinado do Édito de Dario I, ordenando a reconstrução do Templo de Jerusalém.
- O nome de um aliado de Nabucodonosor II no Livro de Tobias. É identificado com Ciaxares da Média. Segundo James Ussher, será o mesmo Assuero do Livro de Daniel, citado como pai de Dario, o Medo.[1]
- O nome do pai de Dario, o Medo no Livro de Daniel, que seria, segundo Josefo, Astíages. A descrição deste como sendo tio e sogro de Ciro, por parte de comentadores medievais judeus confere o relato de Xenofonte, segundo o qual Ciaxares II seria o filho de Astíages. Alternativamente, é identificado, juntamente com o Assuero do Livro de Tobias como Ciaxares I, que seria o pai de Astíages. Os pontos de vista diferem na forma como se poderão reconciliar os relatos, neste caso. Uma das interpretações assenta na acepção da palavra "pai" no sentido mais amplo de avô ou ancestral. Outro ponto de vista apresenta a descrição de forma literal, vendo Astíages como um governante intermediário, erradamente incluído na linha da família nas fontes gregas.

- O nome identifica, ainda, a figura lendária do Judeu errante.